# Oliver Lake
Oliver Lake (* 14. září 1942) je americký jazzový saxofonista, flétnista a skladatel. Narodil se ve městě Marianna ve státě Arkansas a jeho prvním nástrojem byly bicí. Koncem šedesátých let působil v kolektivu Black Artists Group. Během své kariéry hrál s desítkami hudebníků, mezi něž patří například Pheeroan akLaff, Reggie Workman, Anthony Braxton, James Blood Ulmer, Wadada Leo Smith, Billy Hart, Andrew Cyrille a rovněž řadu let působil v řadách skupiny World Saxophone Quartet, kterou v roce 1977 spoluzaložil.